# Karin Balzer
Karin Balzer, z domu Richert (ur. 5 czerwca 1938 w Magdeburgu, zm. 17 grudnia 2019 w Chemnitz) – wschodnioniemiecka lekkoatletka, uprawiała biegi płotkarskie.
Karin Balzer zdobyła złoty medal igrzysk olimpijskich w Tokio w 1964 w biegu na 80 m przez płotki. Odnosiła też znaczące sukcesy również po tym, jak IAAF zdecydował o wydłużeniu dystansu płotkarskiego kobiet do 100 m. W okresie 1969–1971 poprawiła czterokrotnie rekord świata na tym dystansie, odbierając za każdym razem tytuł rekordzistki świata Polce Teresie Sukniewicz. W 1972 na Igrzyskach w Monachium zdobyła brązowy medal w biegu na 100 m przez płotki.
Poza tym trzykrotnie zdobywała tytuł mistrzyni Europy w biegu przez płotki (w 1966, 1969 i 1971) oraz tytuł wicemistrzyni Europy (w 1962 za Teresą Ciepły).
Jej syn, Falk Balzer, również uprawiał bieg przez płotki, zdobywając srebrny medal na mistrzostwach Europy w 1998. Jednak w 2001 został zdyskwalifikowany za niedozwolony doping.